# Dear Boys
Dear Boys (stylisé DEAR BOYS) est une série mangas d'Hiroki Yagami (en) prépubliée dans le magazine shōnen de Kōdansha Monthly Shōnen Magazine de juin 1989 à janvier 1997, avec ses chapitres rassemblés en 23 volumes au format tankōbon. L'histoire concerne les progrès de l'équipe de basket-ball du lycée Mizuho alors qu'elle tente de remporter le championnat préfectoral et de la relation entre les joueurs de l'équipe, notamment concernant les deux personnages principaux Kazuhiko Aikawa et Takumi Fujiwara.
Dear Boys a donné naissance à d'autres séries de mangas, également publiées dans le Monthly Shōnen Magazine : Dear Boys The Early Days (1997) ; Dear Boys Act II (1997-2008); Dear Boys Act 3 (2008-2015); Dear Boys Over Time (2016-2017); et Dear Boys Act 4 (2018-présent).
Une adaptation en série télévisée animée de 26 épisodes de la série originale, produite par OB Planning et animée par ACGT, est diffusée sur TV Tokyo d'avril à septembre 2003.
En mars 2019, la série de mangas Dear Boys s'était vendue à plus de 45 millions d'exemplaires, ce qui en fait l'une des séries de mangas les plus vendues de tous les temps. En 2007, Dear Boys Act II remporte le 31ème prix du manga Kōdansha dans la catégorie shōnen.

## Synopsis
Au début du manga, l'équipe de basket-ball du lycée Mizuho est en difficulté, car il n'y a pas assez de joueurs pour jouer un match. De plus, l'entraîneur est parti après un conflit avec Fujiwara. Cependant, Aikawa est transféré à Mizuho et, grâce à son enthousiasme et son pur amour du jeu, insuffle un objectif aux quelques membres restants.
Malgré le fait qu'ils ne sont que cinq (c'est-à-dire qu'elles n'ont pas de remplaçantes), ils parviennent à convaincre l'entraîneur de l'équipe féminine de les entraîner également. Au début, elle semble très stricte, mais révèle plus tard son attachement à ses « Dear Boys ». Ensemble, ils font de leur mieux pour réaliser leurs rêves et emmener leur équipe au sommet de la préfecture.

## Personnages
Kazuhiko Aikawa (哀川 和彦, Aikawa Kazuhiko)
Voix japonaise : Kōhei Kiyasu (en)
Takumi Fujiwara (藤原 拓弥, Fujiwara Takumi)
Voix japonaise : Masaya Matsukaze (en)
Ranmaru Miura (三浦 蘭丸, Miura Ranmaru)
Voix japonaise : Ken Takeuchi (en)
Tsutomu Ishii (石井 努, Ishii Tsutomu)
Voix japonaise : Tatsuhisa Suzuki (en)
Kenji Dobashi (土橋 健二, Dobashi Kenji)
Voix japonaise : Katsuyuki Konishi
Tōya Takashina (高階 トウヤ, Takashina Tōya)
Mutsumi Akiyoshi (秋吉 夢津美, Akiyoshi Mutsumi)
Voix japonaise : Miki Yoshino
Mai Moritaka (森高 麻衣, Moritaka Mai)
Voix japonaise : Akiko Kawase
Keiko Ōgami (大神 恵子, Ōgami Keiko)
Voix japonaise : Miho Yamada (en)
Masato Sawanobori (サワンボリ マサト, Sawanobori Masato)
Voix japonaise : Hirofumi Nojima
Igarashi Osamu (五十 嵐修, Osamu Igarashi)
Voix japonaise : Takeshi Yamane
Satomi Anzaki (杏崎 沙斗未, Anazaki Satomi)
Voix japonaise : Mamiko Noto
Kyoko Himuro (氷室 京子, Himuro Kyoko)
Voix japonaise : Atsuko Tanaka

## Médias

### Mangas
Écrit et illustré par Hiroki Yagami, Dear Boys est publié en série dans le magazine shōnen de Kōdansha Monthly Shōnen Magazine de juin 1989 à janvier 1997. Kōdansha rassemble ses chapitres en 23 volumes tankōbon sortis entre le 16 décembre 1989 et le 17 mars 1997,.
D'autres séries et suites connexes sont prépubliées dans le même magazine :
- Dear Boys The Early Days

Prépublié de février à mai 1997, ses chapitres sont rassemblés en un seul volume tankōbon sorti le 12 août de la même année.
- Dear Boys Act II

Prépublié de juillet 1997 à novembre 2008, ses chapitres sont rassemblés en un total de 30 volumes tankōbon, sortis entre le 17 novembre 1997 et le 17 février 2009,.
- Dear Boys Act 3

Prépublié du 6 décembre 2008 au 4 décembre 2015,, ses chapitres sont rassemblés en un total de 21 volumes tankōbon sortis entre le 17 juin 2009 et le 17 février 2016,.
- Dear Boys Over Time

Prépublié du 5 février 2016 au 6 janvier 2017,, ses chapitres sont rassemblés en un total de trois volumes tankōbon sortis entre le 17 juin 2016 et le 17 février 2017,.
- Dear Boys Act 4

Prépublié depuis le 6 octobre 2018, le premier volume tankōbon est sorti le 15 mars 2019 et 14 volumes sont sortis au 14 juillet 2023. Une préquelle en six volumes de l'acte 4, intitulée Dear Boys Shōnan Dai Sagami Special Selection (DEAR BOYS 湘南大相模スペシャルセレクション), se déroulant deux ans avant les événements de l'histoire, est publiée au format numérique le 15 mars 2019,.

### Jeux vidéo
Un jeu vidéo, publié par Yutaka pour la Super Famicom, sort le 20 octobre 1994. Un autre jeu vidéo, intitulé Dear Boys : Fast Break !, publié par Konami pour la PlayStation 2, sort le 18 septembre 2003.

### Série télévisée d'animation
Une adaptation sous la forme d'une série télévisée animée de 26 épisodes, produite par OB Planning et animée par ACGT, est diffusée sur TV Tokyo du 8 avril au 30 septembre 2003. Le générique d'ouverture, Sound of Bounce, est interprété par Da Pump tandis que le générique de fin, Baller no Shōgō (Ballerの章号), est interprété par Chris Sasaki (佐々木クリス) (crédité sous le nom de Chris).
En Amérique du Nord, la série est licenciée par Bandai Entertainment en 2004 sous le titre Hoop Days ; les épisodes sont partiellement édités en deux coffrets DVD sortis les 28 juin et 23 août 2005, et une « Complete Collection » sort le 5 juin 2006. La série est licenciée en Australie et en Nouvelle-Zélande par Madman Entertainment, qui sort une intégrale le 6 septembre 2006. Medialink (en) possède la licence de la série en Asie du Sud-Est et l'a diffusée sur Animax Asia.

## Réception
En mars 2019, la série de mangas Dear Boys s'était vendue à plus de 45 millions d'exemplaires, ce qui en fait l'une des séries de mangas les plus vendues de tous les temps.
En 2007, Dear Boys Act II reçoit le 31ème Prix du manga Kōdansha dans la catégorie shōnen,.